# Parlamentsvalget i Østrig 2013
Østrigs parlamentsvalg eller Valget til Nationalrådet i 2013 blev afholdt den 29. september 2013 efter at valgperioden var forlænget fra fire til fem år. Nationalrådet er det folkevalgte kammer i Østrigs parlament.

## Udgangsposition
Efter valget i 2008 fortsatte koalitionen mellem SPÖ og ÖVP sit flertal i Nationalrådet, men med en ny kansler, Werner Faymann.
Under valgperioden brød ni af BZÖs 21 medlemmer af parlamentet ud af deres grupper. Fem af medlemmerne sluttede sig til Team Stronach, et nydannet, næringsliberalt og euroskeptisk parti, mens fire gik til FPÖ.

## Valgresultat
Efter det foreløbige valgresultat i 2013 beholdt koalitionen sit flertal i parlamentet. BZÖ klarede imidlertid ikke at komme over spærregrænsen på 4 % og faldt derfor ud af parlamentet.
| Procent fordeling | Procent fordeling | Procent fordeling | Procent fordeling | Procent fordeling |
| ----------------- | ----------------- | ----------------- | ----------------- | ----------------- |
|                   |                   |                   |                   |                   |
| SPÖ               | SPÖ               |                   | 26.82%            | 26.82%            |
| ÖVP               | ÖVP               |                   | 23.99%            | 23.99%            |
| FPÖ               | FPÖ               |                   | 20.51%            | 20.51%            |
| GRÜNE             | GRÜNE             |                   | 12.42%            | 12.42%            |
| STRONACH          | STRONACH          |                   | 5.73%             | 5.73%             |
| NEOS              | NEOS              |                   | 4.96%             | 4.96%             |
| BZÖ               | BZÖ               |                   | 3.53%             | 3.53%             |
| KPÖ               | KPÖ               |                   | 1.03%             | 1.03%             |
| PPÖ               | PPÖ               |                   | 0.77%             | 0.77%             |
| Other             | Other             |                   | 0.25%             | 0.25%             |